# Coiffe de chasse aléoute
Les coiffes de chasse Unangan sont des chapeaux en bois associés aux Unangan (dialecte oriental) Unangas, (dialecte occidental) appelé aussi aléoutes, les peuples autochtones de ce que l'on appelle actuellement les îles Aléoutiennes. 
Également appelé chapeaux en bois cintré (bentwood hats) et chapeaux de chasse (hunting hats), le couvre-chef prend la forme d'un chapeau conique à couronne fermée avec de longs becs frontaux; chapeaux ouverts, à longs bec ; ou visière à long bec. Les chefs, les baleiniers et les chasseurs en mer de haut rang portaient traditionnellement des chapeaux coniques à couronne fermée, tandis que les chapeaux et les visières à couronne ouverte étaient portés par les chasseurs de mer réguliers et de rang inférieur. 
Ils se distinguent par leur forme distinctive, leurs dessins minutieusement peints et leur sens artistique, ainsi que par leur ornementation de sculptures en os et moustaches de lion de mer. Les explorateurs russes et européens ont ramassé de nombreux chapeaux en bois d'Unangan à la fin des XVIIIe siècle et XIXe siècle ; ces chapeaux font maintenant partie de nombreuses collections de musées à travers le monde. Depuis les années 1980, la création a connu une résurgence d'artistes contemporains,.

## Types
Les chapeaux peuvent être classés en trois types :
1. Qayaatx̂ux̂ (dialecte des Aléoutes orientales) : « chapeau de chef, décoré, haut fermé, long chapeau de bois »[5]. C’était une couronne fermée, un chapeau conique avec un long bec ; certains ethnographes l'ont également qualifié d'« aléoute classique ».
2. Chagudax̂ : (dialecte de l'Aleut oriental) signifie « chapeau en bois sans couronne »[6]. Il s’agit d’un chapeau à couronne ouverte (pas de haut fermé), avec un long bec .
3. Chagudax̂ (dialecte des Aléoutes orientales) : signifie « chapeau en bois sans couronne »[6]. Semblable au type 2, il s’agit d’une visière à calotte ouverte, mais avec un bec court au lieu d’un long bec. Celles-ci étaient plus courantes et portées par tous les chasseurs en mer[1].

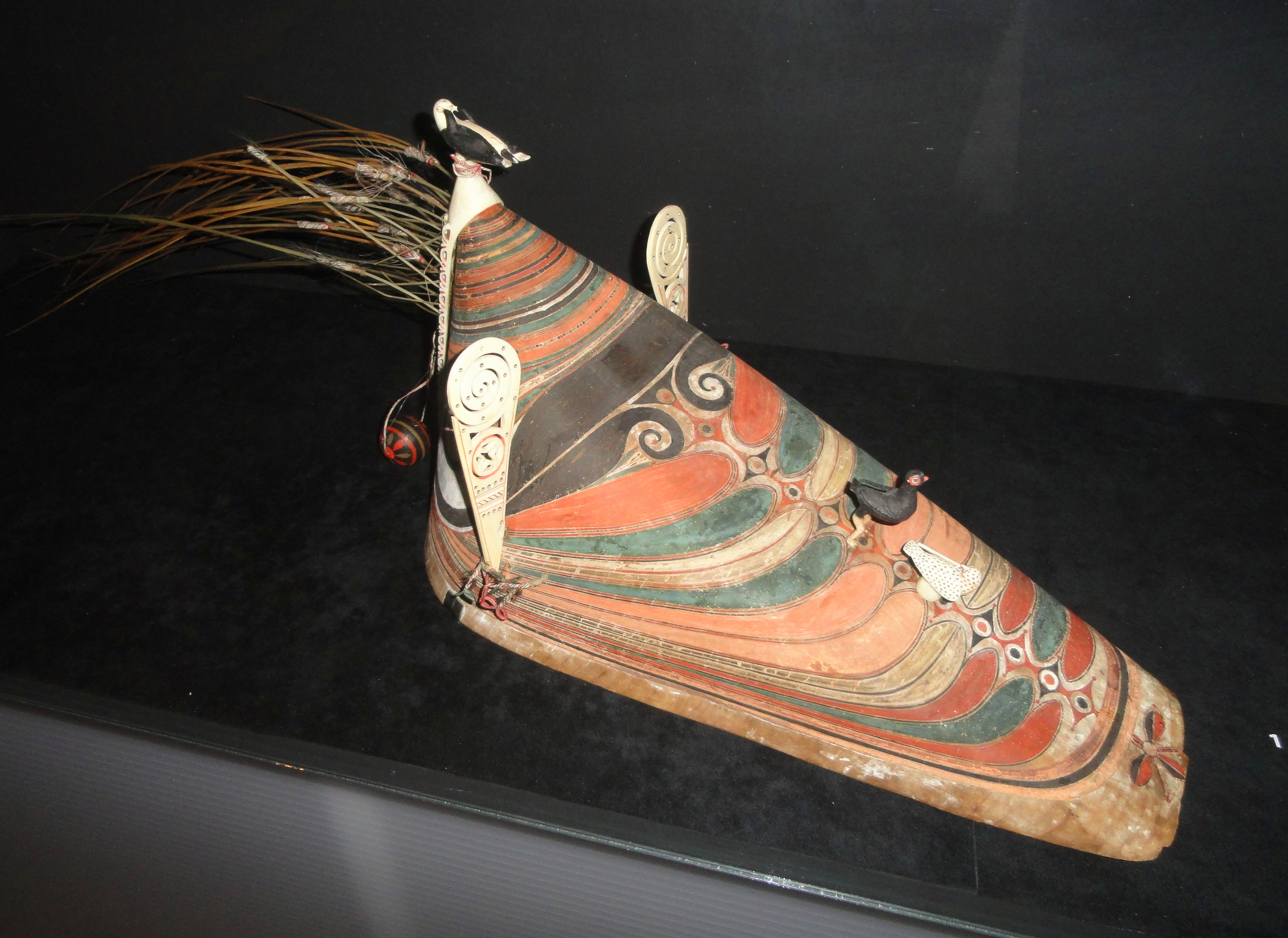
QayaatX̂uX̂: Chapeau de chef à couronne fermée issu d'une exposition de la collection Arvid Adolf Etholén, Musée des cultures, Helsinki, Finlande.

## Origines et histoire

### Développement dans la région de l'île de Kodiak
Lydia T. Black déclare que les coiffes Unanagan en bois trouvent leurs origines dans la région de l'île Kodiak.  Les coiffures de cette région, appartenant au Kodiak Alutiiq , se sont développées sous la combinaison d'influences et d'adaptations de peuples autochtones voisins, notamment les Yup'ik (au nord-ouest de l'Alaska), les Tlingit et les Haida côte de l’Alaska et de la Colombie-Britannique),.
Les habitants de Kodiak ont adopté une forme de chapeau similaire à celle des Yup'ik, dont le couvre-chef se caractérisait par les chapeaux fermés. Le style des sommets que l'on retrouve dans les chapeaux fermés est influencé par les Tlingits, dont les chapeaux tressés en herbe à sommets cylindriques fendus indiquent un rang élevé et un privilège et sont réservés aux chefs. Les traits zoomorphes stylisés des chapeaux Kodiak étaient influencés par les masques Haida, comportant des têtes d'animaux sculptées.
Vers le milieu du XVIIIe siècle, lorsque les explorateurs arrivèrent dans la région de Kodiak, ils remarquèrent avoir vu un couvre-chef en bois porté par les peuples autochtones. Ils ont noté leur utilisation lors de festivals, lors de sorties en mer, et dans les interactions de commerce avec d’autres peuples.

### Introduction aux îles Aléoutiennes
À proximité de l'île de Kodiak, les couvre-chefs se sont répandus jusque dans les îles Aléoutiennes, à l'est et au centre.  Cette introduction était un mouvement lent ; alors que des explorateurs avaient signalé des visières dans les îles Shumagin en 1741, les chapeaux fermés des Aléoutes étaient rares. Le prix d'un chapeau de chef équivaut à 1 à 3 esclaves, ce qui représente le prix de plus d'un baidarka (kayak),.
La poursuite de la chasse à la baleine est une pratique répandue parmi les Kodiaks aléoutes et Sugpiat.  Pour les Kodiak Alutiiq et Sugpiat, la chasse à la baleine était une pratique hautement spirituelle et rituelle; les baleiniers ont été à la fois évités et vénérés pour leur participation à des missions aussi dangereuses. Entre le moment précédant la chasse et celui qui a suivi la chasse et le nettoyage, les baleiniers étaient évités ; Cependant, en dehors de la chasse, ils étaient respectés au sein de la communauté pour leur capacité à capturer un si grand mammifère marin qui contribuait à la survie de la communauté.
Lydia T. Black note que la chasse à la baleine a été introduite dans deux îles, Four Mountain Island et Unalaska Island (via Krenitzen Island). Sur l’île d’Unalaska, Carl Heinrich Merck nota le premier enregistrement d’un chapeau à couronne fermée en 1778, alors que les Unangans étaient dans une campagne de chasse à la baleine. Black note que quelques années plus tard, des coiffes ont été vues à l'île d'Atka, où des Kodiak Alutiiq s'étaient installés. Semblablement au Kodiak Alutiiq, la chasse à la baleine pour le peuple Unangan était très appréciée de la communauté, car le massacre était partagé entre ses membres. Les chasseurs et baleiniers d'Unangan qui ont participé à la pratique étaient très appréciés; ils répondaient souvent aux chefs, qui décidaient quand les baleiniers sortiraient sur les eaux. 
Au XIXe siècle, d'autres explorateurs ont enregistré d'autres occurrences de la coiffe.  Au cours de son voyage vers l'île d'Unalaska en 1805, Georg Heinrich von Langsdorff, naturaliste, explorateur et diplomate russe, a décrit le chapeau d'un chef de qayaatX̂uX : "the most elegant and expensive headdress is a pointed wooden hat with an umbrella-like projection over the eyes and is rounded cap-like in the back”, "La coiffe la plus élégante et la plus chère est un chapeau pointu en bois surmonté d'une projection comme une ombrelle devant les yeux et arrondi à l'arrière comme une casquette ». 
Datant d'avant le contact, et avec une longue évolution qui a conduit au développement d'éléments stylisés, l'érudit russe S.A. Ivanov affirme que les coiffes d'Unangan ont atteint un sommet en matière de sophistication du design en raison du relatif isolement des îles aléoutiennes.

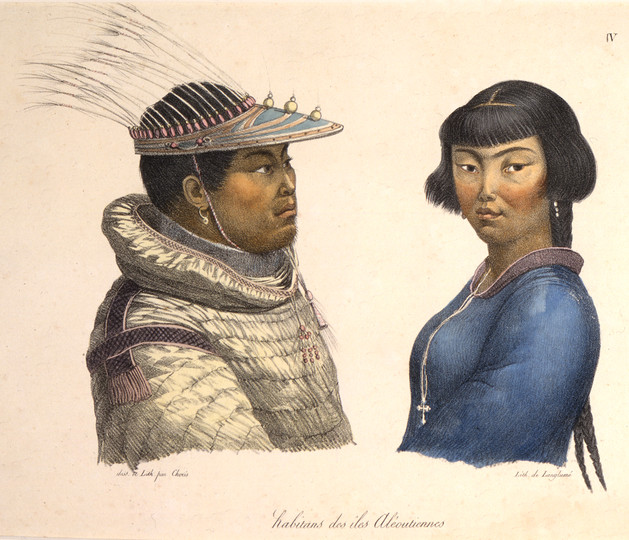
Dessin d'un homme d'Unangan portant une visière ChagudaX̂. Portrait d'un homme et d'une femme des îles Aléoutiennes, 1822. Ludovik Choris, Musée d'Anchorage, 81.68.4.

## Objectif
Les chasseurs de mer, les baleiniers et les chefs Unangan masculins portaient de longs chapeaux ouverts et classés comme chagudaX̂. Les chasseurs de rang habituels portaient les visières plus répandues (appelées aussi chagudaX̂), qui avaient un bec plus court. La visière protégeait de la lumière du soleil sur la mer et des éclaboussures d’eau. Les plus jeunes chasseurs portaient les visières à bec court; et comme un chasseur mûri en âge, il est amené à porter par la suite la visière à bec plus long. Comme l'a indiqué l'ethnographe russe Rosa G. Liapunova, des visières ornées de vibrisses d'otaries indiquaient l'habilité du porteur ; plus il y a de vibrisses, meilleur est le chasseur. 
Les chapeaux fermés classés qayaatX̂uX̂ étaient portés par des chasseurs, des baleiniers et des chefs exceptionnels. Nommés par la forme de leurs dessus pointus, ces chapeaux marquaient la place du baleinier et du chef dans la société en tant que membres respectés; les chapeaux les différencient des membres réguliers de la communauté.  Semblables aux visières à bec court et à bec long, ces chapeaux bloquent la lumière du soleil et préservent de l'eau. Lorsqu'ils n'étaient pas en mer, les chefs portaient les chapeaux fermés lors de festivals et lors de visites dans d'autres villages.

## Processus de création
Les fabricants de chapeaux d'Unangan ont construit une coiffe selon un processus exigeant en temps et en main-d'œuvre, qui a commencé par la recherche et l'obtention du bois. Étant donné que le bois est rare dans la région arctique, les Unangans accordaient une grande valeur à sa rareté.  La découverte d’une pièce suffisamment grande a souvent été acquise à partir d’une souche échouée sur le sol, généralement d'épinette, de cèdre ou de bouleau. Les fabricants ont soigneusement coupé et gratté le bois trouvé dans une planche de bois, de sorte qu'il soit suffisamment mince et flexible pour se plier. Ce processus peut prendre jusqu'à une semaine,. De là, les fabricants ont étuvé et ramolli les planches en utilisant des pierres chaudes et en versant de l'eau sur les morceaux de bois. Ils façonneraient ensuite le bois en une visière asymétrique ou un chapeau conique, destinant le côté le plus long en saillie sur les yeux du porteur. Les artisans unangan fixaient les extrémités ensemble à l'arrière du chapeau à l'aide de fils de tendon ou de fanons,. Ils décoraient ensuite le couvre-chef avec de la peinture, compris des volutes, des figurines et des vibrisses d'otaries, en fonction du niveau d'élaboration recherché. 

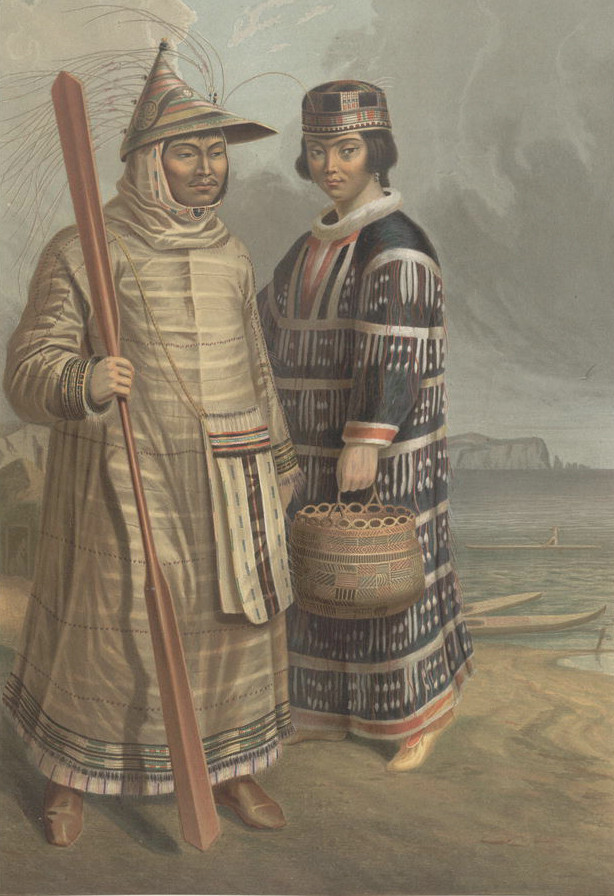
Peinture représentant un homme vêtu d'une tenue de cérémonie portant le QayaatX̂u, le chapeau en couronne fermée du chef.

## Conception et ornementation

### La peinture
Les chapeliers d'Unangan ont peint le couvre-chef avec une couche de base de peinture blanche puis ils ont ajouté une seconde couche de couleur; l'intérieur était peint en rouge. Les peintures étaient principalement composées de pigments minéraux et, à de rares occasions, de pigments à base de plantes ; ils étaient mélangés avec des fluides corporels tels que le plasma sanguin ou le mucus nasal en tant que liant.  Le naturaliste allemand Carl Heinrich Merck a déclaré dans les journaux d’une expédition scientifique russe que des couleurs telles que le noir provenaient de l’Alaska continental ; tandis que le blanc a été trouvé près des cheminées volcaniques ou par échanges  commerciaux ; Les couleurs vert, rouge et jaune ont été produites avec l'argile ocre trouvée dans l'eau des étangs. Le bleu a été créé en mélangeant le vert et le noir,.
Les motifs peints comprenaient des bandes de couleur horizontales, des points, des courbes fermées et ouvertes, des spirales et, à l'occasion, des dessins de représentation.

### Volutes
Pour des motifs plus élaborés sur des chapeaux coniques, les fabricants de chapeaux unangan ajoutaient des plaques en os sculptées, également appelées volutes, au dos et sur les côtés.  Ces plaques recouvraient la couture du dos où la pièce de bois était liée, ajoutant de la robustesse au chapeau.  C'était également le lieu où des vibrisses d'otaries ou des perles seraient insérées. Sur les côtés, les fabricants ajoutaient une plaque sculptée près de la tempe du porteur; il avait une longue forme triangulaire avec un cercle arrondi à la fin. S.V. Ivanov suppose que cette forme est une tête d'oiseau stylisée.  Des vibrisses ont également été insérées sur le côté des plaques d'os.

### Figurines
Les fabricants de chapeaux d'Unangan ont également ajouté de petites figurines sculptées en os sur le haut des chapeau; celles-ci pouvaient prendre la forme d'oiseaux ou d'autres mammifères marins comme les loutres. Les figurines pourraient aussi ressembler à des êtres humains. Les observations enregistrées de Georg Heinrich von Langsdorff indiquent que ces figurines sont faites en défenses de morse.

### Vibrisses  de lion de mer
Pour indiquer les capacités d'un chasseur, les fabricants de chapeaux d'Unangan ont ajouté des vibrisses d'otaries à leurs chapeaux et leurs visières; plus un chapeau est décoré, plus le chasseur est qualifié.  L'emplacement des vibrisses a été placé du côté opposé au bras de lancement du chasseur, de manière à ne gêner aucun outil de chasse, tel qu'un harpon, lors du jet. Un baleinier droitier avait les vibrisses placées du côté gauche ; un chasseur gaucher aurait les vibrisses attachées du côté droit. 

## Renaissance contemporaine
Dans les années 1980, Andrew Gronholdt, un constructeur de bateaux à la retraite, a relancé l'art de fabriquer des chapeaux en bois cintré. Il a étudié les méthodes de construction et les techniques de fabrication du couvre-chef. Plus récemment, Okalena Patricia Lekanoff Gregory, artiste chez Unangan, qui a étudié avec Gronholdt, a fait la démonstration de la fabrication des chapeaux dans les universités et Smithsonian Institutions. 